# Ladino (Sefardische taal)

Historische kaart van de gemeenschappen rond de Middellandse Zee waar Ladino werd gesproken. De cirkels geven aan waar de taal in 1975 nog gesproken werd.

Ladino of Judeo-Spaans (Judeoespañol of Djudeo-Espanyol, in Hebreeuws schrift ג'ודיאו-איספאניול), ook Djudezmo of Judesmo genoemd, is de taal die gebruikt wordt door de Sefardische Joden in de diaspora. Het is een Romaanse taal, ontstaan uit het Spaans en er sterk mee verwant (vergelijkbaar aan de situatie met het aan het Duits verwante Jiddisch).
Het woord Ladino wordt gebruikt in West-Europa en in Israël om de taal aan te duiden. Het woord Djudezmo wordt gebruikt in Turkije en op de Balkan. Lokale varianten hebben (of hadden) eigen namen, zoals het Haketia in Marokko en het Tetuani in het westen van Algerije.
Het Ladino mag niet worden verward met het Ladinisch, een Romaanse taal in het noorden van Italië.

## Ontstaan
De naam Ladino werd aanvankelijk gebruikt voor de taal die ontstond door een letterlijke woord-op-woord-vertaling naar het Spaans van Hebreeuwse teksten, in het bijzonder de Thora. Deze schrijftaal, ook Judeoespañol calco genoemd, met een Spaanse woordenschat en een Hebreeuwse syntaxis, bestond al in het middeleeuwse Spanje, maar staat los van de Judeo-Spaanse spreektaal. Deze taal werd en wordt soms nog gebruikt om uit de Thora te citeren. Sommige Sefardische schriftgeleerden gebruiken haar nog steeds.
Het eigenlijke Judeo-Spaans ontstond door de massale uittocht van Joden uit Spanje als gevolg van het edict van 1492 van de "Katholieke Koningen" Ferdinand II van Aragon en Isabella I van Castilië. Dat edict dwong de Joden Spanje te verlaten, tenzij ze zich tot het katholicisme bekeerden. De meeste van deze Spaanssprekende Joden vestigden zich in het Ottomaanse Rijk, vooral op de Balkan, in het huidige Turkije, het Midden-Oosten en in Noord-Afrika, maar ook in Sicilië, Sardinië, het koninkrijk Napels (Zuid-Italië) en Venetië. Hun nakomelingen gebruikten een taal die essentieel Spaans (of Castiliaans) was, vermengd met andere talen van het Iberische schiereiland als Aragonees en Catalaans en met invloeden van het Frans, het Italiaans en het Portugees, naast de oorspronkelijke taal van de Joden, het Hebreeuws.
Op de Balkan, waar de invloed van de taal het grootst was, kreeg het Ladino leenwoorden uit het Turks, het Grieks, de Slavische talen en zelfs het Roemeens. In Noord-Afrika ontwikkelden zich eigen varianten van het Judeo-Spaans, zoals het Haketia in Marokko, die uiteraard onder invloed van het Arabisch stonden.

## Verdere ontwikkeling
Het eerste werk in het Ladino is een boekje over het rituele slachten uit 1510. Er bestaat ook een encyclopedisch commentaar op het Jodendom: Me'am Lo'ez (1733).
Het Ladino floreerde het meest in het Ottomaanse Rijk. Vooral in de havenstad Thessaloniki (of Salonica), waar de Joden tot ver in de twintigste eeuw de grootste bevolkingsgroep vormden, werd het Ladino vrijwel een lingua franca. Daar werden ook de eerste boeken in het Ladino gedrukt. Een eeuw geleden verschenen er drie kranten in het Ladino.
Gedurende de twintigste eeuw nam het aantal sprekers drastisch af. De Sefardische Joden op de Balkan werden grotendeels uitgemoord in de Holocaust, behalve in Bulgarije en Turkije. De overgrote meerderheid van de Noord-Afrikaanse Joden verhuisde naar Israël, waar ze het Hebreeuws als de taal van hun nieuwe vaderland aannamen. Kleinere groepen vestigden zich in Latijns-Amerika of Spanje (waar Sefardische Joden zich sinds 1924 opnieuw kunnen vestigen) en gingen daar meestal opnieuw "gewoon" Spaans spreken.

## Huidige situatie
De Judeo-Spaanse varianten van de taal zijn in Noord-Afrika door de massale emigratie van de Joden aldaar zo goed als verdwenen. Op de Balkan wordt de taal vooral gesproken door oudere daar nog levende Joden, die de taal echter niet meer doorgeven aan hun nageslacht. In enkele Latijns-Amerikaanse landen wordt het Ladino nog gesproken binnen Sefardische gemeenschappen. In Istanboel wordt het enige Ladino weekblad uitgegeven met de titel 'Şalom.' Aan de Universiteit van Istanboel kan Ladino gestudeerd worden.
Ladino wordt als minderheidstaal nog gesproken in Israël. In Israël bestaat een officiële instelling voor de studie en de bescherming van het Ladina, de Autodidad Nasionala del Ladino. Zowel de Israëlische als de Spaanse openbare omroep heeft radio-uitzendingen in het Ladino. Ladino wordt daarnaast nog gebruikt door zangers binnen het sefardische muziekgenre, zoals Flory Jagoda, Yasmin Levy, Mor Karbasi en Nani Vazana.

## Schrijfwijze
Een probleem met het Ladino vormen de verschillende schrijfwijzen. Oorspronkelijk bleven de Sefardische emigranten in het Spaans schrijven, maar toen zich een eigen Judeo-Spaanse literatuur ontwikkelde werd overgeschakeld naar het Hebreeuwse alfabet. Die schrijfwijze werd tot in de twintigste eeuw gebruikt door de grote meerderheid van de Sefardische Joden en in de eenentwintigste eeuw nog in sommige Sefardische gemeenschappen. Op de Balkan werd ook sporadisch geschreven in het Griekse alfabet en het Cyrillische alfabet. Tegenwoordig gebruiken de Joden in Turkije voor hun publicaties in het Ladino de Turkse versie van het Latijnse alfabet, die het voordeel heeft zeer fonetisch te zijn. De Autoridad Nasionala del Ladino bevordert daarentegen een schrijfwijze die teruggaat op het Spaans.